# Dennis Hayes
Dennis C. Hayes (nascido em 1950) foi o fundador de produtos de comunicação para microcomputador. Fabricante de modems foi pioneiro por introduzir um conjunto de comandos de comunicação apelidado de comandos Hayes, o que foi, posteriormente, utilizado na maioria dos modems produzidos até hoje
Deixou o Georgia Institute of Technology em meados da década de 1970 para trabalhar em uma empresa de comunicações conhecida como National Data Corporation em Atlanta. O trabalho de Hayes foi a criação de conexões de modem para os clientes da NDC. Ele conheceu Dale Heatherington (nascido em 1948) no National Data Corporation. Juntos, eles desenvolveram e comercializaram o primeiro modem de alta qualidade para padrão  IBM PC e construiram a empresa Hayes Comunicações. Heatherington deixou a empresa para se aposentar enquanto Hayes esteve a sua frente até decretar falência em 1998 pois os concorrentes adotaram o mesma padrão vendendo a o produto a preços mais baixos.